# 3991 Basilevsky
3991 Basilevsky eller 1987 SW3 är en asteroid i huvudbältet som upptäcktes den 26 september 1987 av den amerikanske astronomen Edward L.G. Bowell vid Anderson Mesa Station. Den är uppkallad efter gologen och planetforskaren Aleksandr Bazilevskij.
Asteroiden har en diameter på ungefär fem kilometer och den tillhör asteroidgruppen Flora.